# Ludvík z Montfortu
Svatý Ludvík z Montfortu, celým jménem Ludvík Maria Grignion de Montfort (31. ledna 1673 – 28. dubna 1716) byl francouzský katolický kněz a známý kazatel. Proslavil se taktéž svoji horlivou mariánskou úctou a svými spisy významně přispěl k rozvoji katolické mariologie. V této oblasti na něj odkazovalo mnoho papežů posledních 150 let – např. Lev XIII., svatý Pius X., ctihodný Pius XII. či svatý Jan Pavel II. Je také kandidátem na získání titulu učitel církve.

## Život

### Raná léta
Ludvík se narodil ve francouzské obci Montfort-sur-Meu. Pocházel z početné rodiny a byl nejstarším dítětem, které se dožilo dospělosti. Jak jeho otec Jean-Baptiste Grignion, který byl notářem, tak jeho matka Jeanne Robert byli známí svou hlubokou katolickou vírou. Většinu svého dětství strávil Ludvik v Iffedicu několik kilometrů od Montfortu, kde jeho otec koupil statek. Ve 12 letech vstoupil na jezuitskou kolej svatého Tomáše Becketa v Rennes.
Ještě během těchto studií pocítil Ludvík povolání ke kněžství. Po zakončení řádného studia tak začal navíc studovat i filozofii a teologii – stále u sv. Tomáše v Rennes. Ovlivněn vyprávěními místního kněze Juliena Belliera o jeho potulném misionářském životě, zatoužil Ludvík podobně kázat mezi chudými. Na radu některých dalších kněží pak začal rozvíjet svou velikou úctu k Panně Marii.
Těsně před koncem roku 1693 se mu díky jednomu mecenáši naskytla příležitost jít studovat do Paříže do nově obnoveného semináře u Saint-Sulpice. Když však přijel, zjistilo se, že jeho mecenáš pro něj nezajistil dostatek peněz, a Ludvík tak byl nucen bydlet v různých ubytovnách ve velmi chudém prostředí, do semináře se dostal až o dva roky později. Mezitím navštěvoval na Sorbonně hodiny teologie. Po méně než dvou letech v tomto prostředí však vážně onemocněl a byl hospitalizován. Jak hospitalizaci samotnou, tak i pouštění žilou, které bylo součástí tehdejší léčby, však přežil.
Po propuštění z nemocnice ke svému překvapení našel rezervované místo v Saint-Sulpice, kam v červenci 1695 nastoupil. Byla mu přidělena práce knihovníka, a tak měl Ludvík vynikající příležitost prostudovat nejvýznamnější díla o spiritualitě, zejména pak té mariánské a její úloze v životě křesťana.

### Kněz a kazatel
Po vysvěcení na kněze v červnu 1700 byl poslán do Nantes. Jeho dopisy z této doby ukazují, že byl nešťastný z nedostatku příležitosti kázat tak, jak se k tomu cítil být povolán. Zkoušel všechno možné, dokonce se stát poustevníkem, nicméně jeho přesvědčení že byl povolán k misiím mezi chudými vzrůstalo.

#### Misionář chudých
Zpočátku Ludvík chodil s různými misijními skupinkami a vykonával službu v chudobinci v Poitiers i v pařížském Generálním špitále. Uvažoval však o tom, zda jeho poslání nespočívá v něčem větším. Znepokojen místními biskupy, vykonal Ludvík pouť do Říma za papežem Klementem XI., aby se dotázal přímo jeho. Ten okamžitě rozpoznal jeho nadání, zamítl jeho nabídku týkající se vzdálených misií, jmenoval jej apoštolským misionářem a poslal zpět do Francie obnovit tamější církev, v které byl ve všech vrstvách hojně rozšířen jansenismus.
Ludvík se vrátil pěšky do Poitiers a započal svoji činnost. Vstoupil do třetího řádu svatého Dominika a kromě šíření modlitby růžence žádal také o svolení zakládat růžencová bratrstva. V Poitiers se také poprvé setkal s blahoslavenou Marií Louisou Trichet, což byl začátek její 34leté služby chudým. Společně taktéž založili kongregaci Dcer moudrosti.
Ludvík vykonal v západní Francii na 200 misií a exercicií a jeho reputace jako velkého misionáře rostla. Mluvilo se o něm jako o „dobrém otci z Montfortu“. Nicméně Ludvík měl i mnoho nepřátel, a to i mezi klérem, často zastávajícím jansenistické myšlenky. V některých oblastech mu tak jeho činnost byla znemožňována, zavírali před ním dveře kostelů a far, někteří biskupové mu ve svých diecézích dokonce zakázali kázat. Některé pohoršovalo i jeho ztotožnění se s chudými a péče o ně. Ludvík nosil pouze v tašce přes rameno bibli a poznámkový blok. Když někdy na ulici našel špinavého a nemocného žebráka, vzal ho do nejbližšího řeholního domu s voláním „otevřete Ježíši Kristu“.
Ludvíkovi úspěchy se staly trnem v oku duchovenstvu prosáklému jansenismem. To mu pak kladlo v jeho činnosti všelijaké překážky. Jednou Ludvík při misii v Pontchateau spolu s tisíci lidmi postavil Kalvárii a zbývalo ji už jen nechat posvětit biskupem, aby se stala poutním místem. V den, kdy k posvěcení mělo dojít, však biskup pod vlivem jansenistů nařídil kalvárii zrušit. Tisícům lidí očekávajících posvěcení pak Ludvík řekl: „Doufali jsme, že zde budeme mít Kalvárii, vybudujme ji však ve svých srdcích! Tam bude Kristův kříž stát lépe než na kterémkoli jiném místě.“

### Zakládání společenství
Kromě Dcer Moudrosti založil Ludvík ještě další společenství. V roce 1713 kongregaci Misionářů Tovaryšstva Mariina, kněžskou společnost známou jako Montfortovi misionáři, z které se po Ludvíkově smrti stala Montfortská Mariina společnost (SMM). Roku 1715 pak Učitelský řád Bratří sv. Gabriela, který měl sloužit k výuce katechismu mezi chudými.

### Závěr života
Ludvík byl neustále zaměstnán kázáním a pěším obcházením misií. To se neblaze projevilo na jeho zdravotním stavu a následkem vyčerpání ve svých 43 letech vážně onemocněl. V dubnu 1716 přišel na svou poslední misii do Saint-Laurent-sur-Sèvre, kde 28. téhož měsíce zemřel.
Na jeho pohřeb se dostavilo tisíce lidí a velmi brzy se začaly šířit zprávy o zázracích dějících se u jeho hrobu. Přesně o 43 let později – 28. dubna 1759 taktéž v Saint-Laurent-sur-Sèvre zemřela i blahoslavená Marie Louise Trichet a byla pohřbena vedle Ludvíka. Za ctihodného jej roku 1838 prohlásil papež Řehoř XVI.

## Učení
Učení Ludvíka z Montfortu se nachází v jeho spisech, které psal během své misionářské činnosti. Jedná se zejména o díla O pravé mariánské úctě, Tajemství Marie, Tajemství růžence a stanovy společenství, která zakládal. Později se začaly vydávat i některé jeho sebrané spisy. Tak vzniklo dílo Bůh sám, což bylo zároveň Ludvíkovo heslo.
Učil o cestě skrze Marii k Ježíši. Čím je duše více odevzdána Marii, tím více se taktéž odevzdává Ježíšovi. Velmi hájil mariánské pobožnosti a vyvracel protestantské námitky proti mariánské úctě.
Kromě naučných spisů skládal Ludvík ještě různé hymny, dohromady činících asi 20 000 veršů. Většina z nich byla zaměřena na jejich zpívání ve vesnických kostelech a v domovech chudých. Byly tedy zaměřeny na lid a jejich motiv byl především misionářský.

### Svatý Ludvík o růženci
Sv. Ludvík je znám jako velký ctitel Panny Marie a horlivý šiřitel růžence. Moc dobře si uvědomoval, stejně jako mnozí církevní otcové a jiní svatí lidé Boží, že mariánská úcta je v jistém smyslu zárukou spásy a jen těžko bychom hledali zbožnější projev mariánské úcty, nežli svatý růženec. Vědění, moudra a zkušenosti, která o svatém růženci a mariánské úctě nashromáždil, využil při sepisování svých děl pojednávajících o úctě k Panně Marii – zejména O pravé mariánské úctě (ztraceno, objeveno roku 1843) a Tajemství svatého růžence, které se staly stěžejními pojednáními mariologie – tu bychom v podání sv. Ludvíka mohli shrnout jako cestu k Ježíši skrze Marii. Další jeho významná díla jsou Tajemství Mariino, Bůh Sám a List přátelům Kříže. Svatý Ludvík během svého života horlil proti bludům jansenistů. Ti mj. označovali mariánskou úctu za nehodnou vzdělaných lidí – vhodnou, dle jejich mínění, jedině pro ženy a slabomyslné. Je důležité podotknout, že jansenisté mariánskou úctu zcela nezavrhovali tak, jako protestanté. 

#### Vybrané pasáže z knihy Tajemství svatého růžence
„I kdybyste byli na kraji propasti a jednou nohou v pekle, kdybyste duši prodali ďáblu jako nějaké čaroděj, kdybyste byli heretici zatvrzelí a umínění jako sám zlý duch, dříve nebo později se obrátíte a zachráníte, jen když – opakuji, a mou radu si dobře zapamatujte – se budete každý den až do smrti zbožně modlit svatý růženec, abyste poznali pravdu, získali pravou lítost a odpuštění svých hříchů.“
„Tedy pokaždé, když se náležitě modlíme růženec, klademe na Ježíšovu a Mariinu hlavu korunu ze sto padesáti tří bílých a šestnácti rudých růží z ráje, které nikdy neztratí svou krásu a lesk. Panna Maria název růženec potvrdila a schválila, když několika lidem zjevila, že jí přinášejí tolik příjemných růží, kolik Zdrávasů k jejímu uctění odříkají, a položí jí na hlavu tolik korun z růží, kolik se pomodlí růženců.“
„Nelze vyjádřit, jak si Panna Maria cení růženec víc než všech pobožností a jak je velkolepá v odměňování těch, kdo jej hlásají, zavádějí a pěstují, a naopak jak přísně tepe ty, kdo se proti němu stavějí.“
„Svatý Bonaventura měl pravdu, když ve svém žaltáři řekl, že zemře ve svém hříchu a bude odsouzen, kdo opomíjel Pannu Marii…Jaké tresty pak musejí čekat ty, kdo druhé od úcty k ní odvracejí!“
„Andělské pozdravení obsahuje víru a naději praotců, proroků a apoštolů. Je odvahou a silou mučedníků, věděním učitelů, vytrvalostí vyznavačů a životem řeholníků. (blahoslavený Alan) Je novou písní zákona milosti, radostí andělů i lidí, postrachem a zmatením zlých duchů.“
„Kacíři, kteří jsou všichni syny ďábla a nesou zjevné známky zatracení, mají ze Zdrávasů hrůzu. Otčenáš, ten se ještě naučí, ale Zdrávas už ne. Raději by nosili hada než růženec. Ti z katolíků, kteří nesou znamení zatracení, se o růženec vůbec nestarají, nemodlí se ho nebo jej říkají jen vlažně a spěšně.“
„Oblečte tedy Boží zbroj, svatý růženec. Rozdrtíte ďáblovi hlavu a zůstanete stálí proti všem jeho pokušení. Odtud plyne, že růženec, i jen jako předmět, je pro ďábla tak strašlivý, a že svatí jej používali, aby ho spoutali a vyhnali z těla posedlých, jak o tom svědčí několik příběhů.“
„Jako neexistuje modlitba, která by byla pro duši záslužnější a která by více oslavovala Ježíše a Marii než dobře modlený růženec, tak není ani modlitby, již by bylo obtížnější dobře se pomodlit a v níž by bylo těžší vytrvat, a to zejména pro těkání, které se při tak častém opakování téže modlitby přirozeně dostaví.“
„…Abyste žili a zemřeli jako svatí bez hříchu, přinejmenším smrtelného, modlete se vždy, denně se modlete svůj růženec...“

Výpověď zlých duchů ústy jednoho posedlého kacíře svatému Dominikovi, který ho vymítal. Démoni ze začátku nechtěli odpovědět na otázku světce, který se jich ptal, koho se nejvíce bojí. Až na rozkaz Panny Marie, která se sv. Dominikovi zjevila, byli nuceni vydat toto svědectví: „…Ó naše nepřítelkyně, naše zkázo, naše zahanbení, proč jsi schválně přišla z nebe, abys nás tak soužila? Musíme proti své vůli, přímluvkyně hříšníků a jejich vyprošťovatelko z pekla, bezpečná cesto do ráje, říci celou pravdu? Musíme přede všemi vyznat, co bude příčinou našeho zahanbení a naší zkázy? Běda nám, běda nám, knížatům temnot! Slyšte tedy, křesťané: Matka Ježíše Krista je dost mocná, aby zabránila pádu svých služebníků do pekla, to ona jako slunce rozptyluje temnoty našich léček a prohnaností, to ona odhaluje naše spiknutí, maří naše plány, všechna naše pokušení činí zbytečnými a bez účinku. Musíme přiznat, že žádný z těch, kdo vytrvají v její službě, není odsouzen s námi. Jediný její vzdech, který předkládá Svaté Trojici, přesahuje všechny modlitby, přání a tužby všech svatých. Bojíme se jí víc než všech blažených dohromady a proti jejím věrným služebníkům nezmůžeme nic. I mnozí křesťané, kteří ji vzývají ve smrti a měli by být podle našich zákonitostí zatraceni, jsou její přímluvou zachráněni. Ach! Kdyby se tato Marietta (takto ji ve svém zuření nazývali) nepostavila proti našim záměrům a našemu úsilí, už dávno bychom svrhli a zničili církev a všechny její řády srazili do bludu a nevěrnosti. Nadto z násilí, které je nám činěno, tvrdíme, že žádný z těch, kdo vytrvají v modlitbě růžence, není zatracen, neboť ona získává svým zbožným služebníkům pravou lítost nad jejich hříchy, skrze niž se jim dostává prominutí a odpuštění.“

### Papežové ovlivněni učením Ludvíka z Montfortu

#### Lev XIII.
Papež Lev XIII. (1878–1903) ve své době čelil sekulárním pokusům o dechristianizaci společnosti. Destrukce etického řádu dle jeho názoru vedla lidstvo vstříc katastrofě a válce. Jakoukoliv rechristianizaci, která by však opomíjela Pannu Marii, viděl jako nemožnou. Sám vydal 12 encyklik o růženci a získal přízvisko růžencový papež. V duchu Ludvíka z Montfortu a v návaznosti na sv. Tomáše Akvinského také vyzdvihoval Mariinu úlohu při spáse lidstva a označoval ji tituly Prostřednice a Spoluvykupitelka.
Lev XIII. pak Ludvíku projevil zvlášť osobní úctu, neboť jej v roce 1888 beatifikoval přesně v den 50. výročí svého kněžského svěcení.

#### Pius X.
Klíčová mariánská encyklika sv. Pia X. Ad diem illum, v které dal zřetelně najevo svoji mariánskou úctu, velmi čerpá z učení Ludvíka z Montfortu, zejména z jeho díla O pravé mariánské úctě. O encyklice se říká, že nebyla jen inspirována, nýbrž doslova proniknuta Ludvíkovou mariologií.
Sv. Pius X. si spisu O pravé mariánské úctě zvlášť cenil a dokonce udělil apoštolské požehnání každému, kdo ho bude číst.

#### Pius XII.
Papež ct. Pius XII. byl ohromen knihou Bůh sám a 27. června 1947 Ludvíka prohlásil za svatého. Při té příležitosti vyzval věřící slovy: „Zůstaňte věrní vzácnému dědictví, které vám tento veliký světec zanechal.“

#### Jan Pavel II.
Papež sv. Jan Pavel II. vzpomínal, jak jako mladý seminarista „četl stále znova a znova s velkým duchovních prospěchem“ díla Ludvíka a že poté „pochopil, že nemůže vyřadit Matku Páně ze svého života bez toho, aniž by odporoval vůli Nejsvětější trojice“.
Ve svém apoštolském listě Rosarium Virginis Mariae se zmínil, že heslo svého pontifikátu Totus Tuus (tzn. Celý Tvůj) bylo inspirováno učením Ludvíka o výjimečnosti úcty k Panně Marii a úplného odevzdání se jí. Jedna z modliteb Ludvíka zni: „Jsem celý Tvůj a všechno, co mám, je Tvé, můj milý Ježíši, skrze Marii, Tvou svatou Matku.“ Papež pak cituje přímo Ludvíka: „Celá naše dokonalost spočívá v přizpůsobení, sjednocení a zasvěcení Ježíši Kristu. Z toho důvodu nejlepším druhem zbožnosti je nepochybně ten, který nás nejdokonaleji přizpůsobuje, sjednocuje a zasvěcuje Kristu. A nyní jestliže právě Maria je to stvoření, které je nejvíce oddáno Ježíši Kristu, vyplývá z toho, že mezi všemi druhy zbožnosti ta, která nejvíce přizpůsobuje a zasvěcuje duši Pánu, je zbožnost k Marii, jeho svaté Matce. A čím více je duše zasvěcená jí, tím více bude zasvěcená i Ježíši Kristu.“
Myšlenky, spisy a příklad sv. Ludvíka z Montfortu, jako součást francouzské duchovní školy, zmínil Jan Pavel II. také v encyklice Redemptoris Mater, kde je označil za význačné svědectví mariánské spirituality v katolické tradici. Čtení díla O pravé mariánské úctě označil Jan Pavel II. taktéž za jeden z rozhodujících okamžiků svého života.